# Saint-Caradec-Trégomel
Saint-Caradec-Trégomel (bret. Sant-Karadeg-Tregonvael) – miejscowość i gmina we Francji, w regionie Bretania, w departamencie Morbihan.
Według danych na rok 1990 gminę zamieszkiwało 509 osób, a gęstość zaludnienia wynosiła 32 osoby/km² (wśród 1269 gmin Bretanii Saint-Caradec-Trégomel plasuje się na 823. miejscu pod względem liczby ludności, natomiast pod względem powierzchni na miejscu 627.).